# Djedeida
Djedeida (arabe : الجديدة), également orthographié Jedeida, Jedeïda ou Djedeïda, est une ville tunisienne située dans la vallée de la Medjerda, à 25 kilomètres à l'ouest de Tunis.
Chef-lieu d'une délégation comptant 40 327 habitants en 2004, la municipalité totalise quant à elle 28 660 habitants en 2014.
Faisant partie du gouvernorat de la Manouba, elle se situe sur la première ligne ferroviaire construite en Tunisie entre Tunis et Ghardimaou. Djedeida se subdivise en deux, avec la Nouvelle Djedeida au nord, vers Mateur, construite sous le protectorat français.
Elle est connue dans l'histoire du XXe siècle comme le lieu d'une bataille de la Seconde Guerre mondiale, lors de la campagne de Tunisie, ayant opposé les Alliés et l'Axe. Elle abrite également le plus important émetteur de radio (sur onde moyenne) du pays.